# Gilmore Girls
Gilmore Girls é uma série de televisão norte-americana, de comédia dramática, criado por Amy Sherman-Palladino e protagonizada por Lauren Graham e Alexis Bledel. A série estreou em 5 de outubro de 2000 pela The WB e tornou-se uma série emblemática para a rede. Gilmore Girls originalmente teve sete temporadas, com a temporada final mudada para a The CW, e terminou sua transmissão em 15 de maio de 2007. O principal foco do programa é a relação entre a mãe solteira Lorelai Gilmore e sua filha Rory, que moram em Stars Hollow, Connecticut, uma pequena cidade fictícia com personagens bem peculiares. A série explora questões familiares, românticas, educacionais e sobre amizades, juntamente com divisões das classes sociais, o último tema é sobre a difícil relação de Lorelai com seus pais da alta sociedade, Emily e Richard, as experiências de Rory em uma escola de elite e posteriormente na Universidade de Yale.
Sherman-Palladino, que foi a showrunner da série, inseriu em Gilmore Girls distintos diálogos, repletos de referências da cultura pop. Após a sexta temporada, quando a série foi movida para a CW, Sherman-Palladino deixou a série e foi substituída por David S. Rosenthal na temporada final. A série foi produzida e distribuída pela Warner Bros. Television e filmada no estúdio em Burbank, Califórnia. Em 2016, a Netflix confirmou o retorno da série, com quatro novos episódios de 90 minutos de duração que foram disponibilizados para streaming no mesmo ano. Os novos episódios foram escritos e dirigidos pela própria criadora da série e seu marido, Daniel Palladino, sob o título Gilmore Girls: A Year in the Life.

## Premissa
Lorelai Gilmore fez algumas escolhas erradas em sua vida, mas tem feito o melhor que pode para educar a sua filha Rory e colocá-la na faculdade. Lorelai teve Rory com apenas dezesseis anos e isto causou muita fricção com seus conservadores pais, Richard e Emily Gilmore. Esta família de classe alta decidiu que Lorelai teria de se casar com o pai de Rory e, devido a imensas discussões, Lorelai decide fugir de casa, emancipar-se e criar Rory sozinha. Encontra refúgio na pequena cidade de Stars Hollow, onde o povoado é tudo menos usual. A pequena cidade, que parece ter saído de um livro de contos infantis, é um local agradável para se viver. Repleta de pessoas que as tratam bem, como Sookie St. James, cozinheira na pousada em que Lorelai é gerente e Luke Danes, dono da lanchonete mais movimentada de Stars Hollow, que tem uma queda por Lorelai.
Lorelai vê-se num dilema, logo no início da trama, com o que fazer para que a filha entre para o liceu privado de Chilton, conhecido por conseguir que os seus alunos entrem nas Universidades mais conceituadas dos EUA sendo ótimo para Rory, que queria entrar para Harvard. Para tal, decide deslocar-se a Hartford e pedir aos pais um empréstimo, ao qual eles cedem com a condição de que os jantares de sexta-feira fossem realizados com eles até ao fim do secundário de Rory. No decorrer das três primeiras temporadas, Rory envolve-se com Dean (Jared Padalecki), com quem mantém uma relação estável durante certo tempo, e posteriormente com o sobrinho de Luke Danes, o bad-boy Jess Mariano. Concomitantemente, Lorelai envolve-se com Max Medina, professor de Rory em Chilton, além de encontros casuais com o pai de Rory. Entretanto, sua relação com Luke tende a demonstrar sutis doses de interesse e envolvimento, por vezes acentuadamente pronunciadas.
Ao término da 3ª temporada, Rory acaba decidindo ir para a Universidade de Yale, em detrimento ao plano inicial de ir para Harvard. Embora aprecie sua nova vida e o curso de jornalismo, chega a deixar a faculdade no final da 5ª temporada, retornando em meados da 6ª. Em Yale, conhece Logan, herdeiro milionário e arrogante cujo comportamento é contrário aos princípios de Rory, não assumindo uma relação séria com ela no início.
Ao final da 4ª temporada, Lorelai e Sookie inauguram sua pousada, Dragonfly Inn, que atinge grande sucesso e rentabilidade. Lorelai enfim rende-se e inicia um relacionamento com Luke, que perdura por dois anos e retorna ao final da série.
Para garantir sua ida a privada Yale, Rory faz um empréstimo com seus avós, reiniciando os jantares de sexta-feira.

## Elenco e personagens
| Ator             | Personagem        | Aparições       | Aparições       | Aparições       | Aparições       | Aparições       | Aparições       | Aparições       | Aparições          |
| Ator             | Personagem        | 1ª temporada    | 2ª temporada    | 3ª temporada    | 4ª temporada    | 5ª temporada    | 6ª temporada    | 7ª temporada    | A Year in the Life |
| ---------------- | ----------------- | --------------- | --------------- | --------------- | --------------- | --------------- | --------------- | --------------- | ------------------ |
| Lauren Graham    | Lorelai Gilmore   | Principal       | Principal       | Principal       | Principal       | Principal       | Principal       | Principal       | Principal          |
| Alexis Bledel    | Rory Gilmore      | Principal       | Principal       | Principal       | Principal       | Principal       | Principal       | Principal       | Principal          |
| Scott Patterson  | Luke Danes        | Principal       | Principal       | Principal       | Principal       | Principal       | Principal       | Principal       | Principal          |
| Kelly Bishop     | Emily Gilmore     | Principal       | Principal       | Principal       | Principal       | Principal       | Principal       | Principal       | Principal          |
| Edward Herrmann  | Richard Gilmore   | Principal       | Principal       | Principal       | Principal       | Principal       | Principal       | Principal       | Aparição Especial  |
| Melissa McCarthy | Sookie St. James  | Principal       | Principal       | Principal       | Principal       | Principal       | Principal       | Principal       | Participação       |
| Keiko Agena      | Lane Kim          | Principal       | Principal       | Principal       | Principal       | Principal       | Principal       | Principal       | Recorrente         |
| Yanic Truesdale  | Michel Gerard     | Principal       | Principal       | Principal       | Principal       | Principal       | Principal       | Principal       | Recorrente         |
| Liza Weil        | Paris Geller      | Recorrente      | Principal       | Principal       | Principal       | Principal       | Principal       | Principal       | Recorrente         |
| Jared Padalecki  | Dean Forester     | Recorrente      | Principal       | Principal       | Recorrente      | Recorrente      | Does not appear | Does not appear | Participação       |
| Milo Ventimiglia | Jess Mariano      | Does not appear | Principal       | Principal       | Recorrente      | Does not appear | Participação    | Does not appear | Recorrente         |
| Sean Gunn        | Kirk Gleason      | Recorrente      | Recorrente      | Principal       | Principal       | Principal       | Principal       | Principal       | Recorrente         |
| Chris Eigeman    | Jason Stiles      | Does not appear | Does not appear | Does not appear | Principal       | Does not appear | Does not appear | Does not appear | Participação       |
| Matt Czuchry     | Logan Huntzberger | Does not appear | Does not appear | Does not appear | Does not appear | Recorrente      | Principal       | Principal       | Recorrente         |

### Personagens

O elenco da terceira temporada - (Fila de trás): Lane, Michel, Paris, Emily, Richard, Sookie, Miss Patty, Kirk; Fila da frente: Jess, Luke, Lorelai, Rory, Dean

- Lorelai Victoria Gilmore (Lauren Graham)

Lorelai é a jovem e independente mãe solteira de Rory. As duas estão mais para duas amigas do que para mãe e filha, tendo um relacionamento de cumplicidade e união. Lorelai, em conjunto com sua melhor amiga Sookie St. James, são donas de uma pousada, o Dragonfly Inn. Sua vida amorosa é repleta de altos e baixos, refletindo sua deficiência em manter relacionamentos duradouros, em detrimento a boa relação com seus amigos e conhecidos de Stars Hollow.
- Lorelai (Rory) Leigh Gilmore (Alexis Bledel)

Rory é uma inteligente e antenada adolescente. Estudante de Chilton, pretende se formar em jornalismo. Seus relacionamentos tem muito espaço na série, estando em sua lista de namoros Dean Forester, Jess Mariano, Logan Huntzberger.
- Lukas "Luke" Danes (Scott Patterson)

Dono de uma lanchonete em Stars Hollow, Luke está sempre querendo ajudar os outros, tendo eles pedido ou não. Apesar de aparentar um homem rude, que trata mal as pessoas, Luke está sempre pensando nos que estão à sua volta às vezes esquecendo de si. É apaixonado por Lorelai desde o início da série.
- Sookie St. James (Melissa McCarthy)

Sookie é a amável chef, melhor amiga de Lorelai. Resolve os problemas de Lorelai relacionados à comida. Além de sócia de Lorelai no Dragonfly trabalha na cozinha como chef. É uma das poucas pessoas que Emily Gilmore aprecia.
- Richard Gilmore (Edward Herrmann)

Richard é pai de Lorelai Gilmore, avô de Rory Gilmore e marido de Emily Gilmore. Seu pai foi Charles Gilmore e sua mãe chama-se Lorelai "Trix" Gilmore, a inspiração do nome de sua filha.
- Emily Gilmore (Kelly Bishop)

Mãe de Lorelai Gilmore e avó de Rory Gilmore. De gênio autoritário, ao longo da série lida com os sucessivos ataques provocativos das duas primeiras Lorelais: sua filha e "Trix", mãe de Richard. Já com Lorelai III (Rory), sua relação, na maior parte da série, é amigável, carinhosa e tranquila.
- Lane Kim (Keiko Agena)

Melhor amiga de Rory Gilmore. Estudaram juntas no Stars Hollow High antes de Rory ir para Chilton. Sofre constantes repressões da mãe, uma coreana conservadora, mas que no fundo tem um grande coração.
- Jess Mariano (Milo Ventimiglia)

É o sobrinho de Luke. Foi morar em Stars Hollow contra sua vontade por ter uma vida instável e rebelde em New York. Como Rory, adora ler e segue um estilo independente, como bad-boy.
- Michel Gerárd (Yanic Truesdale)

Foi concierge no Independence Inn e, mais tarde, no Dragonfly Inn. É mal-humorado e gosta de provocar todo mundo, possui um sotaque francês e gostos bem específicos. Apesar de esnobe, é muito amigo de Sookie e Lorelai.
- Christopher Hayden (David Sutcliffe)

Foi namorado de Lorelai Gilmore na adolescência e é pai de Rory. Passa a maior parte do tempo afastado, mas mantém contato regular com  a filha.
- Paris Geller (Liza Weil)

Amiga de Rory, conheceu ela em Chilton. Inicialmente as duas se davam mal, mas com o tempo ficaram amigas.
- Kirk Gleason (Sean Gunn)

Sem dúvidas a figura mais excêntrica de Stars Hollow, é um jovem estranho, que ao longo da série se mostra como sendo o "faz-tudo" da cidade, pois a cada episódio arruma um trabalho diferente, protagonizando as cenas mais engraçadas da série.
- Dean Forrester (Jared Padalecki)

Primeiro namorado de Rory, é o rapaz sério, responsável, respeitador, mas de origem humilde, o que faz com que não seja bem recebido pelos avós de Rory, que não veem futuro no relacionamento dos dois.
- Jason "Digger" Stiles (Chris Eigeman)

Jason é sócio de Richard.
- Logan Huntzberger (Matt Czuchry)

Conheceu Rory na faculdade, manteve uma relação amorosa com a mesma durante anos. Seu pai é um esnobe jornalista, dono de jornais por todo os EUA.

#### Outros personagens
- Liz Torres - Sra Patty

- Jackson Douglas - Jackson Belleville

- Sally Struthers - Babette Dell
- Ted Rooney - Morey Dell

- Michael Winters - Taylor Doose

- Teal Redmann - Louise Grant

- Shelly Cole - Madeline Lynn

- Scott Cohen - Max Medina

- David Sutcliffe - Christopher Hayden

- Todd Lowe - Zach Van Gerbig

- Sebastian Bach - Gil

- Danny Strong - Doyle McMaster

- Kathleen Wilhoite - Liz Danes

- Sherilyn Fenn - Sasha / Anna Nardini

- Vanessa Marano - April Nardini

### Participações Especiais
Ao longo das 7 temporadas Gilmore Girls contou com a participação especial de muitos famosos entre eles pode-se destacar Chad Michael Murray interpretando o colega de Rory, Jon Hamm, Jane Lynch fazendo uma pequena participação como uma enfermeira, Seth MacFarlane colega de faculdade de Lorelai, Victoria Justice, Adam Brody como o primeiro namorado de Lane, Carole King como Sophie Bloom, dona da loja de instrumentos onde Lane aprende a tocar bateria, Sebastian Bach como guitarrista da banda de Lane Nick Offerman fazendo o papel do irmão esquisito de Jackson, a ex secretaria dos Estados Unidos Madeleine Albright,  Rami Malek, Christiane Amanpour a grande inspiração para Rory, Melora Hardin, Colin Egglesfield, Rami Malek o famoso escritor Norman Mailer e Paul Anka que serviu como inspiração para o nome do cachorro de Lorelai.

## Desenvolvimentos

### Mudança de showrunner
Em 2006, o BM se fundiu com a UPN para formar uma nova rede, a The CW. Gilmore Girls sobreviveu à fusão, sendo selecionada como um dos sete shows da The WB a serem transferidos para uma nova temporada, mas resultou em uma mudança significativa. Em abril daquele ano, foi anunciado que Amy Sherman-Palladino e seu marido Daniel não poderiam chegar a um acordo com a The CW e estariam deixando o show quando seus contratos expirassem naquele verão. O jornalista Michael Ausiello disse sobre a decisão: "O pensamento de Gilmore Girls em direção ao que provavelmente será sua última temporada (e a primeira em uma nova rede) sem sua mãe ou seu braço direito é insondável". Discutindo a partida mais tarde, Sherman-Palladino refletiu sobre a disputa contratual em uma entrevista com Vulture, dizendo:

Foi uma negociação fracassada. Realmente era sobre o fato de que eu estava trabalhando demais. Eu seria a pessoa louca que estava trancada em minha casa e nunca saíra. Eu ouvi muito 'Amy não precisa de uma equipe de escritores porque ela e Dan Palladino escrevem tudo!' Eu pensei, Essa é uma grande mentalidade da sua parte, mas se você quiser manter o programa por mais dois anos, deixe-me contratar mais escritores. A propósito, toda essa merda que pedimos? Eles tiveram que fazer isso de qualquer maneira quando saímos. Eles contrataram essa grande equipe de redatores e um produtor-diretor no palco. Isso é o que mais me incomodou. Eles acabaram tendo que fazer o que pedimos de qualquer maneira, e eu não estava lá."
David S. Rosenthal, que trabalhou no programa como escritor e produtor da 6ª temporada, foi selecionado por Sherman-Palladino para substituí-la como showrunner. Comentando sobre essa mudança, um artigo na Wired diz: "Os Palladinos escreveram a maioria dos episódios até aquele momento, e seus distintos ritmos e obsessões foram o que definiu Gilmore Girls. O que resta após a partida é algo que parece ser Gilmore Girls Adjacente mais que tudo."

### Cancelamento
Houve especulações durante a sétima temporada de que seria o último ano da série, já que os contratos de Graham e Bledel estavam chegando ao fim. Como as negociações continuaram entre as atrizes e a rede, Rosenthal planejou um final que "poderia servir como um final ou um começo de um novo capítulo e uma nova temporada". Graham mais tarde disse que no momento em que terminaram as filmagens, "havia uma chance de 50/50 de que estaríamos voltando", e pediu que o final fornecesse "uma oportunidade de dizer adeus" aos personagens, em caso de cancelamento. O elenco e a equipe não tiveram uma festa final ou uma oportunidade para se despedir.
A The CW inicialmente considerou trazer o show de volta para uma temporada encurtada de 13 episódios, mas depois decidiu contra a ideia. Em 3 de maio de 2007, a rede anunciou que a série não seria renovada. Graham explicou que a possibilidade de voltar caiu porque "Estávamos tentando encontrar uma maneira que nós [ela e Bledel] pudessem ter um cronograma um pouco mais fácil, e realmente não havia como fazer isso".

## Episódios
| Temporada | Temporada | Episódios | Episódios | Originalmente exibido  | Originalmente exibido | Originalmente exibido |
| Temporada | Temporada | Episódios | Episódios | Estreia da temporada   | Final da temporada    | Emissora              |
| --------- | --------- | --------- | --------- | ---------------------- | --------------------- | --------------------- |
|           | 1         | 21        | 21        | 5 de outubro de 2000   | 10 de maio de 2001    | The WB                |
|           | 2         | 22        | 22        | 9 de outubro de 2001   | 21 de maio de 2002    | The WB                |
|           | 3         | 22        | 22        | 24 de setembro de 2002 | 20 de maio de 2003    | The WB                |
|           | 4         | 22        | 22        | 23 de setembro de 2003 | 18 de maio de 2004    | The WB                |
|           | 5         | 22        | 22        | 21 de setembro de 2004 | 17 de maio de 2005    | The WB                |
|           | 6         | 22        | 22        | 13 de setembro de 2005 | 9 de maio de 2006     | The WB                |
|           | 7         | 22        | 22        | 26 de setembro de 2006 | 15 de maio de 2007    | The CW                |

## Curiosidades
- A cidade fictícia de Stars Hollow foi baseada na cidade de Washington Depot, no estado de Connecticut.

- Um roteiro de Gilmore Girls tinha o dobro de páginas de qualquer outro roteiro de uma série de 40 minutos habitual. Tudo isso devido à quantidade e ritmo dos diálogos dos personagens, que eram muito extensos e rápidos.

- Na série, Rory é viciada em café assim como sua mãe, Lorelai. Já na vida real não é bem assim. Alexis Bledel odeia café e o que você a vê bebendo durante as 7 temporadas é refrigerante!

- Quando a série estreou, ninguém poderia imaginar que a adolescente Lane Kim de 16 anos fosse interpretada por uma atriz de 27.

- A cidade cenográfica de Stars Hollow, localizada nas dependências da Warner Bros. em Los Angeles, já serviu e continua servindo de cenário para várias outras séries, como Hart of Dixie e Pretty Little Liars.

- Alexis Bledel (Rory) e Milo Ventimiglia (Jess) namoraram na vida real por três anos e meio! O romance durou de dezembro de 2002 a julho de 2006.

- Kelly Bishop e Edward Herrmann não se conheceram em Gilmore Girls. Os intérpretes de Emily e Richard já foram atores da Broadway e vencedores do Tony Awards, ambos em 1976. Ela por A Chorus Line e ele por Mrs. Warren’s Profession.

- Lauren Graham e Alexis Bledel são as duas únicas personagens que aparecem em todos os 156 episódios da série.[13]

- O proprietário do diner era para ser uma mulher. No entanto, os produtores acharam que faltavam personagens masculinas à série e optaram assim por um homem, Luke.[14]

## Recepção

### Resposta crítica

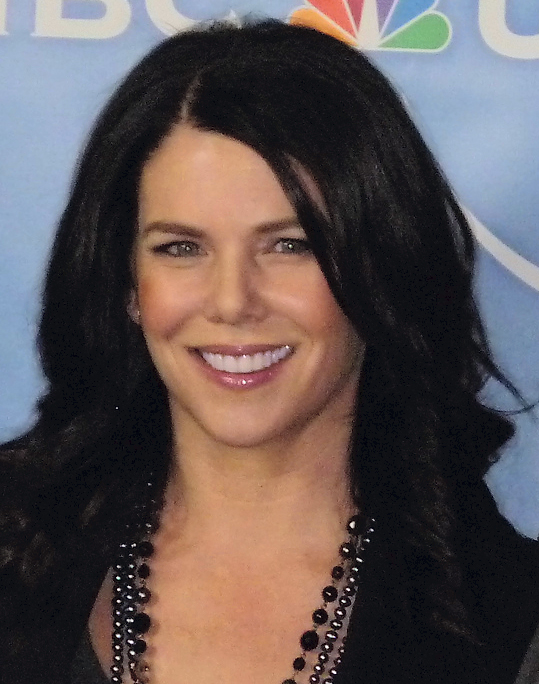
Lauren Graham, que interpretou Lorelai Gilmore, recebeu aclamação da crítica por seu desempenho

Na estreia, Gilmore Girls foi elogiada pelo estilo distinto e inspirado em diálogos criado por Amy Sherman-Palladino, pela força dos temas familiares dinâmicos e pelas atuações de seu elenco, particularmente a estrela principal Lauren Graham. No Metacritic, a primeira temporada tem uma classificação média de 81 em 100 de 26 avaliações, indicando "louvor universal".
No San Francisco Chronicle, John Carman escreveu: "É uma geração cruzada, uma visão quente de berbigão, e é um ótimo show. Será que essa pode ser a The WB, uma emissora de nicho para os ratos cheios de tesão?" Caryn James, do The New York Times, chamou de "show espirituoso e charmoso" que "está redefinindo a família de maneira realista e divertida para o público de hoje, evitando ao mesmo tempo a fragilidade que faz com que espectadores sofisticados saiam de um programa familiar". Ray Richmond, do The Hollywood Reporter, declarou que "é uma joia genuína em construção, uma hora familiar descomprometida com clichê ou pablum precoce", enquanto Jonathan Storm, do The Philadelphia Inquirer, apelidou de "um espetáculo tocante, engraçado e animado que realmente faz apelar para todas as idades". David Zurawik do The Baltimore Sun chamou Gilmore Girls "Uma das mais agradáveis surpresas da nova temporada".
Para a estréia da segunda temporada, Hal Boedeker do Orlando Sentinel elogiou o show como "um dos grandes prazeres da televisão", e disse que "a criadora da série Amy Sherman-Palladino escreve um diálogo inteligente e uma comédia insinuante, mas ela também sabe como fazer drama agridoce". Emily Yahr do The Washington Post retrospectivamente chamou a segunda parcela de "praticamente uma temporada perfeita de televisão". Os espectadores estavam preocupados que o show iria sofrer quando Rory partiu para a faculdade após a terceira temporada, e Yahr comentou que o show não era "o mesmo" deste ponto, mas deu às temporadas quatro e cinco um 7/10 positivo.
As duas últimas temporadas foram menos recebidas positivamente. Maureen Ryan, do Chicago Tribune, descreveu a sexta temporada como "desigual na melhor das hipóteses", explicando que "a prolongada luta entre Lorelai e Rory Gilmore deixou os escritores lutando para preencher o programa com planos de preenchimento que estenderam a paciência de muitos fãs ao limite". A introdução da filha de Luke foi descrita como "a mais odiada trama da historia de Gilmore Girls". Ken Tucker da Entertainment Weekly classificou a sétima temporada "C", descrevendo-a como "uma temporada de golpe mortal que foi mais precisamente Gilmore Ghosts, quando os atores exaustos esbarraram nos móveis procurando por suas almas que partiram e espertinhos". Mas ele concluiu que antes disso vieram "seis temporadas de magníficas emoções misturadas" entre um "perfeito idílio televisivo". Dando ao programa uma classificação geral de "A", ele acrescentou, "a ignorância da indústria sobre a escrita e sobre o desempenho de Graham em particular continuará sendo um escândalo eterno".

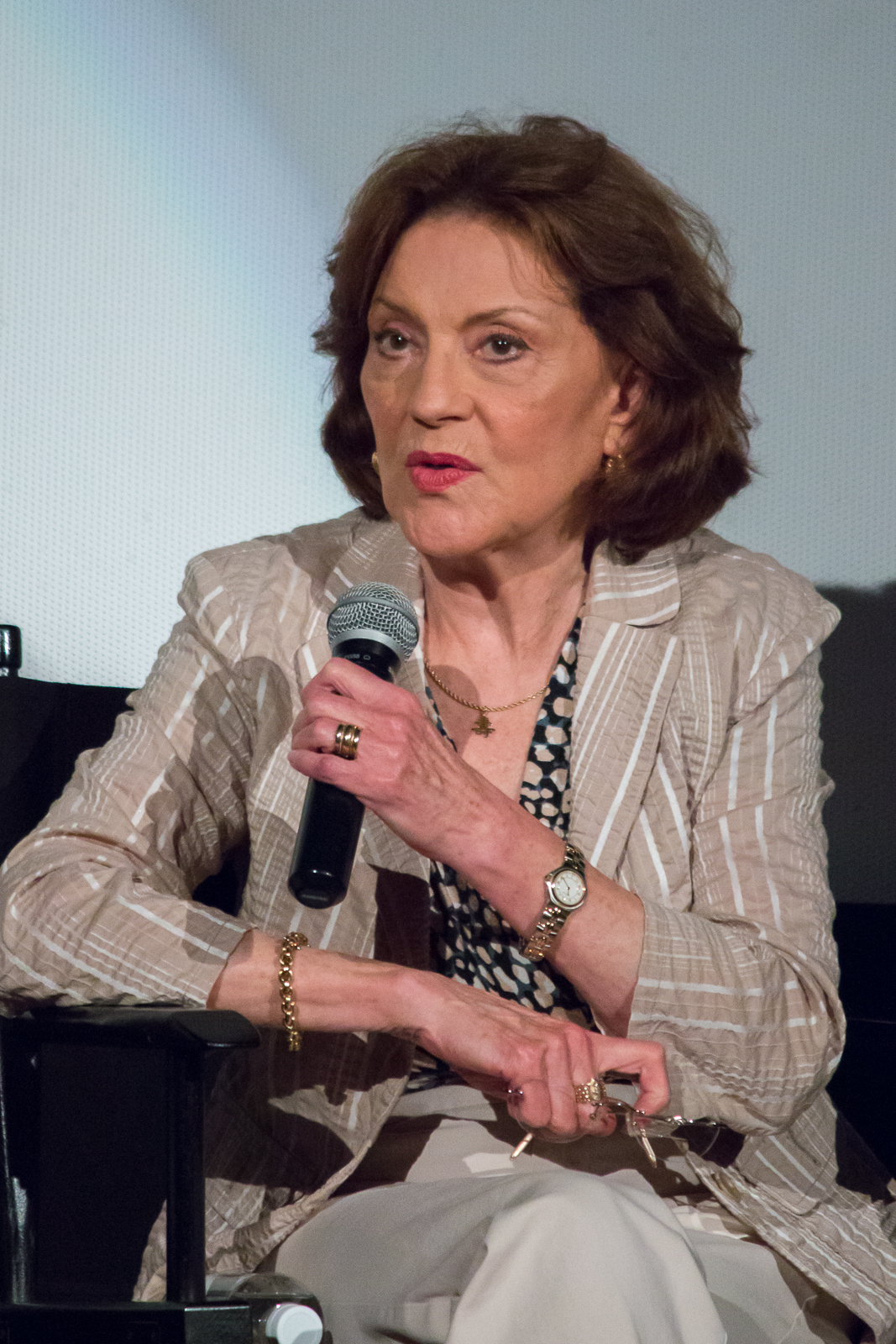
Kelly Bishop interpretou Emily Gilmore

Gilmore Girls foi listado pela Times como um dos "All-TIME 100 TV Shows". E foi classificado como a 87ª maior série de televisão americana na TV (The Book), de autoria dos críticos Alan Sepinwall e Matt Zoller Seitz em 2016. A Entertainment Weekly colocou o Gilmore Girls em 32º lugar na lista "New TV Classics", e incluiu o show em sua lista "best-of" do final dos anos 2000, e o The A.V. Clube chamado "Eles atiram em Gilmores, não estão?" como um dos melhores episódios de TV da década. Alan Sepinwall incluiu o programa em sua lista "Best of the 00s in Comedies", dizendo: "Gilmore ofereceu uma família pouco convencional, mas extremamente atraente ... Enquanto as jovens Gilmores, mais citotinos e cultos, foram forçados a se reconectar com seus anciões reprimidos. A criadora Amy Sherman-Palladino tirou muitas risadas e lágrimas da divisão de gerações e mostrou a família que Lorelai criou para si e para sua filha na cidade idealizada de Stars Hollow, em Norman Rockwell. Na melhor das hipóteses, Gilmore Girls era felicidade pura e concentrada".
Em 2016, Amy Plitt da Rolling Stone refletiu sobre o apelo duradouro de Gilmore Girls, e notou que se destacava de outros programas familiares como 7th Heaven, The OC e Everwood por ser "muito mais rico, mais profundo ... os personagens eram engraçados e relatable, a brincadeira foi zinger-pesado, o drama familiar foi pungente e a química romântica ... estava fora das cartas".

### Audiência
A audiência dos espectadores de Gilmore Girls não eram grandes, mas os números foram um sucesso relativo para a pequena rede WB e se tornou uma de suas principais séries. Em sua primeira temporada, o show foi ao ar na quinta-feira às 8 da tarde, e às 7h da tarde, horário central dominado por Friends da NBC e Survivor na CBS. Aclamação crítica encorajou a rede a movê-lo para as noites de terça-feira, como parte de um empurrão para promover a série e devido à mudança de terça-feira Buffy the Vampire Slayer para UPN no mesmo período de tempo. Durante a 2ª temporada, as audiências de Gilmore Girls superaram Buffy e tornou-se o terceiro programa de maior audiência da The WB, com números de espectadores que cresceram em dois dígitos em todas as principais demografias. Para as temporadas 4 a 7, Gilmore Girls enfrentou American Idol, que levou a uma queda nos telespectadores, mas com a 5ª temporada tornou-se o segundo horário mais assistido da The WB. A série costumava estar entre os três principais shows mais vistos em seu período de tempo para mulheres com menos de 35 anos.

## História de transmissão
A primeira temporada de Gilmore Girls começou na The WB na quinta-feira das 8:00 às 19:00, horário central. Renovada para uma segunda temporada, o show foi realocado às terças-feiras, das 20h às 20h, horário de Buffy the Vampire Slayer, que se transferiu para a UPN, e serviu de lead-in para Smallville. As reprises da primeira temporada foram ao ar nas noites de segunda-feira, de março a maio de 2001, para difundir a conscientização do público. Uma corrida adicional da primeira temporada foi ao ar em 2002 nas noites de domingo sob o título Gilmore Girls Beginnings (que apresentava uma sequência de abertura modificada expressa com um monólogo detalhando a premissa de Graham).

### Exibição no Brasil
No Brasil a série foi exibida no Warner Channel e Boomerang, um canal infanto-juvenil de TV paga. Já foram exibidas todas as temporadas da série na versão dublada. Também foi exibido no SBT.
Entre outubro de 2014 a maio de 2015 a série foi exibida pela MTV, com todos os episódios dublados, incluindo das temporadas quatro e cinco.

### Sindicação
Nos EUA, o show começou seu lançamento sindicalizado na ABC Family em 2004. A rede continuou a transmitir o show diariamente sob seu novo nome Freeform. Em outubro de 2015, Gilmore Girls se tornou disponível simultaneamente em uma segunda rede, a Up. Josef Adalian da Vulture comentou como isso é raro: "não que muitos programas não processuais, com duração de uma hora, do início do século — particularmente os de uma rede pequena como a The WB — ainda sejam transmitidos regularmente em uma rede a cabo, muito menos dois." De 2009 a 2013, Gilmore Girls também foi ao ar nos timeslots de fim de semana no SOAPnet.

### Lançamento em DVD e on-line
A Warner Home Video lançou as sete temporadas de Gilmore Girls em DVD, nas regiões 1, 2 e 4, principalmente na proporção 4:3 em tela cheia, devido à preferência de Amy Sherman-Palladino na época da versão original. O boxset de DVD da série completa foi lançado em 2007. Os recursos especiais incluem cenas deletadas, três featurettes de bastidores, entrevistas com elenco, montagens e comentários de um episódio. No Brasil a Warner Home Video lançou os DVDs das 7 temporadas das séries, das quais, apenas a primeira, a segunda, a terceira, a sexta e a setíma  estão dubladas. O box, Gilmore Girls: Tal Mãe, Tal Filha - A Coleção Completa foi lançando no Brasil em 19 de setembro de 2010 pela Warner Home Video Brasil com todos os episódios da série em 42 discos.
Em 1º de outubro de 2014, todas as sete temporadas da série começaram a ser transmitidas no serviço "Watch Instantly" da Netflix nos Estados Unidos. Em 1 de julho de 2016, Gilmore Girls tornou-se disponível na Netflix em todo o mundo. Todas as temporadas de Gilmore Girls também estão disponíveis para download digital na iTunes Store, Amazon.com e outros sites de vendas digitais, com todos os sites digitais oferecendo todos os episódios em HD.

## Revival da Netflix
Após a sexta temporada da série, em 2006, Amy Sherman-Palladino e o marido, Daniel Palladino, se afastaram da produção e direção da série devido a problemas contratuais com a CW. O cargo foi assumido por David S. Rosenthal, que ficou responsável pela direção executiva da sétima e última temporada, que não agradou a audiência.
Em junho de 2015 foi realizado um painel especial sobre a série no festival ATX, nos Estados Unidos, contando com a criadora da série e boa parte do elenco. Logo após o festival, os boatos sobre um filme ou uma possível nova temporada voltaram a ganhar força, dessa vez motivados pela existência do serviço de streaming Netflix, que não existia quando a série foi cancelada, e que incluiu todas as temporadas originais da série em seu catálogo, com grande sucesso.
Ainda em 2015 os boatos foram impulsionados por Michael Ausiello do site TV Line, conhecido por vazar informações precisas sobre as produções de TV dos EUA, ao afirmar que havia sido fechado um acordo entre o Netflix e o casal Palladino para trazer a série de volta em quatro filmes de 90 minutos de duração cada. Em janeiro de 2016 o Netflix confirmou o retorno da série, ao anunciar no Twitter que o revival começaria a ser filmado em fevereiro.
A websérie intitulada de Gilmore Girls: A Year in the Life, que e formada por quatro episódios de 90 minutos cada, retratando cada um uma das estações do ano (que darão título aos episódios): Winter, Spring, Summer e Fall, nesta ordem. O primeiro episódio, Winter, iniciará a nova história alguns meses depois do falecimento de Richard Gilmore, interpretado por Edward Herman, que faleceu em 2015. O revival foi lançado no dia 25 de novembro de 2016, as 04:01 horas, contendo todos os 4 episódios, seguimento normal do streaming Netflix.